# Tristan Rémy
Tristan Rémy nacido como Raymond Desprez (Blérancourt, 24 de enero de 1897-Mériel, 23 de noviembre de 1977) fue un escritor e historiador de circo francés. Fue un defensor de la literatura proletaria.

## Trayectoria
Su padre era chef y trabajaba en la Estación de Porte de la Chapelle.
Conoció a Franz Seiwert en una de las reuniones de organización del Congreso Internacional de Artistas Progresistas al que ambos asistieron en mayo de 1922. Firmó la "Proclamación de Fundación de la Unión de Artistas Internacionales Progresistas".
Estuvo asociado con Henry Poulaille, cuyo Nouvel âge littéraire sirvió de base para la revista Nouvel Âge, Bulletin des écrivains prolétariens. Sin embargo, aunque no estuvo directamente involucrado en la organización de escritores proletarios, su escritura reflejaba su interés por el marxismo y estaba cerca tanto del Partido Comunista Francés como de la Association des Écrivains et Artistes Révolutionnaires (Asociación de Escritores y Artistas Revolucionarios).
Después de la Segunda Guerra Mundial, se especializó en libros sobre el circo.

## Obra
- Porte Clignancourt, Rieder, 1928
- À l'ancien tonelier, Valois, 1931
- Sainte-Marie des Flots, Valois, 1932
- Faubourg Saint-Antoine, Gallimard, 1936
- La Grande lutte, Ediciones sociales internacionales, 1937
- Les Clowns', Grasset, 1945, republicado con adiciones, Grasset, 2002
- El hombre del canal, J. Vigneau, 1947
- Le Cirque et ses étoiles, Artis, 1949
- Le Cirque Bonaventure, Éditions de la Paix, 1952
- Jean-Gaspard Deburau, El Arca, 1954
- Entradas clownescas, L'Arche, 1962
- Georges Wague, Ediciones Georges Girard, 1964
- Le temps des cerises (Jean-Baptiste Clément), Éditeurs français réunis, 1968
- La Commune à Montmartre, Ediciones sociales, 1970